# Rize (banda)
Rize (estilizado como RIZE) é uma banda japonesa de metal alternativo formada em 1997. Consiste atualmente em Jesse McFaddin (vocal e guitarra), Nobuaki Kaneko (bateria) e KenKen (baixo). A canção "Zero" do álbum Experience foi apresentada em um comercial da Coca-Cola Zero.

## Carreira
Rize foi formado em 1997 pelo vocalista Jesse, filho do guitarrista Char, baterista Nobuaki Kaneko, filho de Mari Kaneko e Johnny Yoshinaga e a baixista Tokie. Fizeram seus primeiros shows  em Shimokitazawa. Em 2000, eles se apresentaram no 10º Kitazawa Music Festival e, após assinarem com a Epic Records Japan, lançaram seu single de estreia "Kaminari" em agosto e logo depois "Why I'm Me" em novembro. O álbum de estreia Rookey foi lançado no mesmo mês e apesar de Rize ser uma banda nova, ele alcançou o top dez da Oricon Albums Chart. No entanto, Tokie saiu em março de 2001 e U:zo entrou como novo baixista, além de terem adicionado mais um guitarrista, Nakao Yoshihiro.
U:zo deixou a banda em novembro de 2005. Foi substituído por KenKen, irmão mais novo de Nobuaki, em abril de 2006. No mesmo ano se apresentaram no Gangima Night e também abriram seu próprio selo na Universal Music Japan, chamado Far Eastern Tribe. Em 2007 se apresentaram na China no Beijing Pop Festival e no evento Live Earth com o Linkin Park. Em 29 de julho de 2014, participaram do festival da banda Angelo com D'espairsRay e Lynch.
Em 20 de julho de 2019, foi anunciado que Jesse e KenKen haviam sido presos por violação da Lei de Controle de Cannabis japonesa. Após uma investigação de um mês com base em uma denúncia, a polícia invadiu suas casas; Jesse foi encontrado em posse de 2,4 gramas de maconha e 0,09 gramas de cocaína, enquanto KenKen tinha 0,2 gramas de maconha. Ambos se declararam culpados e, em outubro de 2019, receberam Sursis por três anos; KenKen recebeu 6 meses, enquanto Jesse recebeu dois anos. Rize então entrou em um hiato.
Em 2024 a banda anunciou seu retorno, com a turnê Rize Live Tour 2024 que terá 7 shows pelo Japão em junho.

## Membros
- Jesse McFaddin – vocais, guitarra (1997–presente)
- Nobuaki "NK" Kaneko – bateria (1997–presente)
- Kensuke "KenKen" Kaneko – baixo (2006–presente)

Ex membros
- Tokie – baixo (1997–2001)
- U:zo – baixo (2001–2005)
- Yoshihiro Nakao – guitarra (2001–2008)

## Discografia
Álbuns de estúdio
| Ano  | Detalhes                                           | Posição na Oricon |
| ---- | -------------------------------------------------- | ----------------- |
| 2000 | Rookey - Lançamento: 22 de novembro de 2000        | 8                 |
| 2001 | Foreplay - Lançamento: 5 de dezembro de 2001       | 11                |
| 2002 | Natural Vibes - Lançamento: 27 de novembro de 2002 | 14                |
| 2005 | Spit & Yell - Lançamento: 6 de julho de 2006       | 18                |
| 2007 | Alterna - Lançamento: 21 de fevereiro de 2007      | 14                |
| 2008 | K.O. - Lançamento: 16 de abril de 2008             | 16                |
| 2010 | Experience - Lançamento: 23 de junho de 2010       | 16                |
| 2017 | Thunderbolt - Lançamento: 6 de setembro de 2017    | 10                |

## Prêmios
| Ano  | Prêmio                    | Categoria                                 | Trabalho | Resultado |
| ---- | ------------------------- | ----------------------------------------- | -------- | --------- |
| 2001 | Japan Gold Disc Award     | Novo Artista do Ano                       | RIZE     | Venceu    |
| 2003 | Space Shower Music Awards | Melhor diretriz de filmagem de videoclipe | "02"     | Venceu    |
| 2018 | Space Shower Music Awards | Melhor Artista Punk/Loud Rock             | RIZE     | Indicado  |